# فيلي رايلي
فيلي رايلي (بالإنجليزية: Willie Riley)‏ (1866 في المملكة المتحدة - 1961)؛ روائي بريطاني.